# Urban A. Woodbury

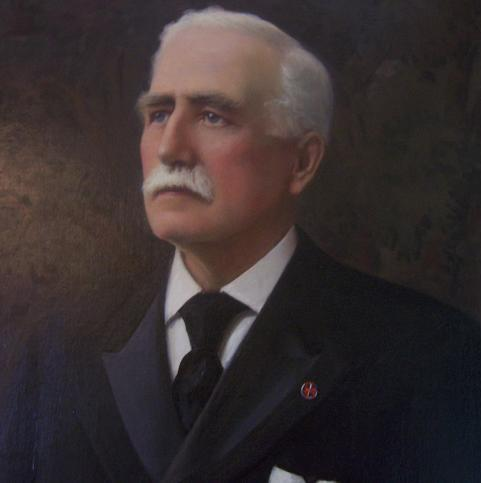
Urban Andrain Woodbury

Urban Andrain Woodbury (* 11. Juli 1838 in Acworth, New Hampshire; † 15. April 1915 in Burlington, Vermont) war ein US-amerikanischer Politiker und von 1894 bis 1896 Gouverneur des Bundesstaates Vermont.

## Frühe Jahre
Nach der Grundschule studierte Woodbury an der University of Vermont Medizin. Seine medizinische Laufbahn wurde durch den Ausbruch des Bürgerkriegs gestoppt, an dem er zunächst als Feldwebel und später als Hauptmann teilnahm. Er nahm an mehreren Schlachten teil, wurde verwundet, verlor den rechten Arm und geriet zwischenzeitlich in Kriegsgefangenschaft.

## Politischer Aufstieg
Nach dem Krieg setzte Woodbury seine medizinische Laufbahn nicht fort. Stattdessen entschied er sich, in das Geschäftsleben und in die Politik zu gehen. In Burlington war er im Holzgeschäft tätig und führte 35 Jahre lang das Van Ness House, ein Hotel in dieser Stadt. Er war auch an einer Baumwollspinnerei und weiteren Firmen beteiligt. Politisch wurde er Mitglied der Republikanischen Partei. Neben seinen privaten Aktivitäten in Burlington war er dort auch noch bei der Zollbehörde angestellt. Zwischen 1882 und 1883 war er im Stadtrat und von 1885 bis 1886 war er Bürgermeister dieser Kommune. Von 1888 bis 1890 war er Vizegouverneur von Vermont und damit Stellvertreter von Gouverneur William P. Dillingham.

## Gouverneur von Vermont und weiterer Lebenslauf
Im Jahr 1894 wurde Urban Woodbury zum neuen Gouverneur seines Staates gewählt. Er trat seine zweijährige Amtszeit am 4. Oktober 1894 an. In seiner Regierungszeit wurden in Vermont den Schülern kostenlose Schulbücher zur Verfügung gestellt. Außerdem entstanden mit dem Board of Library Commissioners und dem State Board of Pharmacy zwei neue Gremien, die sich mit den Büchereien und Archiven bzw. der medizinischen Versorgung befassten. Nach dem Ende seiner Gouverneurszeit am 6. Oktober 1896 widmete sich Woodbury wieder seinen privaten Geschäften. Im Jahr 1898 wurde er von US-Präsident William McKinley in eine Untersuchungskommission berufen, die sich mit der Amtsführung im Kriegsministerium der Vereinigten Staaten während des Spanisch-Amerikanischen Krieges befasste. Woodbury war Freimaurer und Mitglied der Veteranenvereinigung des Bürgerkriegs (Grand Army of the Republic) und ähnlicher Vereinigungen. Er starb im Jahr 1915. Mit seiner Frau Paulina Darling hatte er sechs Kinder.